# Opsyny
Opsyny – grupa światłoczułych, sprzężonych z białkami G, receptorów błonowych o masie cząsteczkowej 35–55 kDa, należących do rodziny białek retinylydynowych. Opsyny występują w warstwie receptorowej siatkówki jako kompleksy z chromoforami. W proces widzenia jest  zaangażowanych pięć klasycznych grup opsyn, które pośredniczą w przekształcaniu fotonów w sygnał elektrochemiczny – pierwszym etapie transdukcji sygnału wzrokowego. W widzeniu zmierzchowym bierze udział rodopsyna, występująca w pręcikach, natomiast w widzeniu barwnym (fotopowym) uczestniczą jodopsyny, występujące w czopkach (kompleksy chromofor–fotopsyny). Inne białko z grupy opsyn, melanopsyna, zaangażowane jest w rytm dobowy i odruch źreniczny, ale nie bezpośrednio w proces widzenia.